# José Pascasio de Escoriaza y Cárdena
José Pascasio de Escoriaza y Cárdena (Aguadilla, Puerto Rico, 5 de novembre de 1833 - Sant Sebastià, 17 de setembre de 1921) fou un polític espanyol d'origen porto-riqueny, diputat a Corts durant el sexenni democràtic i governador civil de Barcelona.
Nascut a Puerto Rico, va fer estudis a Barcelona i al Seminari de Bergara i estudià dret a la Universitat de Madrid i a la Universitat de Sevilla, on finalment es va llicenciar. Va participar activament en la revolució de 1868. A les eleccions generals espanyoles de 1869 fou elegit diputat per Arecibo i fou nomenat governador civil de Valladolid, Almería i Barcelona. Posteriorment fou elegit diputat per Purchena a les eleccions generals espanyoles de 1871 i per Sorbas a les eleccions generals espanyoles d'agost de 1872. Un cop es produí la restauració borbònica abandonà la política i es va establir a Sant Sebastià, on va morir el 17 de setembre de 1921.